# Al Iafrate
Al Iafrate (né le 21 mars 1966 à Dearborn dans le Michigan aux États-Unis) est un joueur américain de hockey sur glace professionnel retraité qui jouait au poste de défenseur dans la Ligue nationale de hockey de 1984 à 1998. Il est surtout connu pour son lancer-frappé avec lequel il établit l'ancien record de la LNH aux compétitions d'habileté du Match des étoiles de la Ligue nationale de hockey en 1993 à Montréal, avec une vitesse de 169,3 km/h. Ce record n'a été battu qu'en 2009 par Zdeno Chára également à  Montréal,

## Carrière
Iafrate est repêché au premier tour, 4e au total par les Maple Leafs de Toronto au repêchage d'entrée dans la LNH 1984. Il dispute 799 matchs dans la LNH, marquant 152 buts et ajoutant 311 passes pour 463 points. Il purge aussi 1 301 minutes de punition. Statistiquement parlant, sa meilleure saison est 1992-1993 où il marque 25 buts et amasse 41 aides pour 66 points avec les Capitals de Washington, la même année où les Caps établissent un record de franchise du plus grand nombre de buts marqués par les défenseurs en une saison.
Il manque deux saisons entre 1994 et 1996 en raison d'une blessure au genou. Outre Toronto et Washington, Iafrate joue aussi pour les Bruins de Boston et les Sharks de San José avant de prendre sa retraite.

## Statistiques

### En club
| Saison     | Équipe                 | Ligue      |     | Saison régulière | Saison régulière | Saison régulière | Saison régulière | Saison régulière |    | Séries éliminatoires | Séries éliminatoires | Séries éliminatoires | Séries éliminatoires | Séries éliminatoires |
| Saison     | Équipe                 | Ligue      | PJ  | B                | A                | Pts              | Pun              | PJ               | B  | A                    | Pts                  | Pun                  |                      |                      |
| 1983-1984  | U.S. Olympic Team      | Intl       | 6   | 0                | 0                | 0                | 2                | -                | -  | -                    | -                    | -                    |                      |                      |
| 1983-1984  | Bulls de Belleville    | LHO        | 10  | 2                | 4                | 6                | 2                | 3                | 0  | 1                    | 1                    | 5                    |                      |                      |
| 1984-1985  | Maple Leafs de Toronto | LNH        | 68  | 5                | 16               | 21               | 51               |                  |    |                      |                      |                      |                      |                      |
| 1985-1986  | Maple Leafs de Toronto | LNH        | 65  | 8                | 25               | 33               | 40               | 10               | 0  | 3                    | 3                    | 4                    |                      |                      |
| 1986-1987  | Maple Leafs de Toronto | LNH        | 80  | 9                | 21               | 30               | 55               | 13               | 1  | 3                    | 4                    | 11                   |                      |                      |
| 1987-1988  | Maple Leafs de Toronto | LNH        | 77  | 22               | 30               | 52               | 80               | 6                | 3  | 4                    | 7                    | 6                    |                      |                      |
| 1988-1989  | Maple Leafs de Toronto | LNH        | 65  | 13               | 20               | 33               | 72               |                  |    |                      |                      |                      |                      |                      |
| 1989-1990  | Maple Leafs de Toronto | LNH        | 75  | 21               | 42               | 63               | 135              |                  |    |                      |                      |                      |                      |                      |
| 1990-1991  | Maple Leafs de Toronto | LNH        | 42  | 3                | 15               | 18               | 113              |                  |    |                      |                      |                      |                      |                      |
| 1990-1991  | Capitals de Washington | LNH        | 30  | 6                | 8                | 14               | 124              | 10               | 1  | 3                    | 4                    | 22                   |                      |                      |
| 1991-1992  | Capitals de Washington | LNH        | 78  | 17               | 34               | 51               | 180              | 7                | 4  | 2                    | 6                    | 14                   |                      |                      |
| 1992-1993  | Capitals de Washington | LNH        | 81  | 25               | 41               | 66               | 169              | 6                | 6  | 0                    | 6                    | 4                    |                      |                      |
| 1993-1994  | Capitals de Washington | LNH        | 67  | 10               | 35               | 45               | 143              |                  |    |                      |                      |                      |                      |                      |
| 1993-1994  | Bruins de Boston       | LNH        | 12  | 5                | 8                | 13               | 20               | 13               | 3  | 1                    | 4                    | 6                    |                      |                      |
| 1996-1997  | Sharks de San José     | LNH        | 38  | 6                | 9                | 15               | 91               |                  |    |                      |                      |                      |                      |                      |
| 1997-1998  | Sharks de San José     | LNH        | 21  | 2                | 7                | 9                | 28               | 6                | 1  | 0                    | 1                    | 10                   |                      |                      |
| Totaux LNH | Totaux LNH             | Totaux LNH | 799 | 152              | 311              | 463              | 1 301            | 71               | 19 | 16                   | 35                   | 77                   |                      |                      |

### En équipe nationale
| Année | Équipe     | Compétition          |   | PJ | B | A | Pts | Pun      |  | Résultat |
| 1984  | États-Unis | Jeux olympiques      | 6 | 0  | 0 | 0 | 2   | Septième |  |          |
| 1998  | États-Unis | Championnat du monde | 4 | 0  | 2 | 2 | 6   | Douzième |  |          |